# Jean Ier de Nassau-Weilbourg
Pour les articles homonymes, voir Jean Ier.
Jean Ier de Nassau-Weilbourg, (en allemand Johann Ier von Nassau-Weilburg), né en 1309, décédé le 20 septembre 1371 à Weilbourg, est co-comte de Nassau-Weilbourg de 1355-1371, comte de Nassau-Weilbourg de 1309 à 1371.

## Famille
Fils de Gerlier Ier de Nassau et de Agnès de Hesse.
En 1333, Jean Ier de Nassau-Weilbourg épousa Gertrude von Merenberg (†1350), (fille de Hartrad VI von Merenberg.
Veuf, Jean Ier de Nassau-Weilbourg épousa en 1353 la comtesse Jeanne de Sarrebruck-Commercy, dame de Commercy, (†1381), (fille du comte Jean IV de Sarrebruck-Commercy)
Sept enfants sont nés de cette union :
- Jeanne (1362–1383), en 1377 elle épousa le landgrave Hermann II de Hesse (†1413)
- Jean de Nassau-Weilbourg (†1365)
- Jeannette de Nassau-Weilbourg (†1365)
- Philippe Ier de Nassau-Weilbourg, comte de Nassau-Weilbourg
- Agnès de Nassau-Weilbourg (1401), en 1382 elle épouse la comte palatin Simon II des Deux-Ponts-Bitsch (†1401)
- Schonette de Nassau-Weilbourg (1436), en 1384 elle épousa Henri X von Bomburg (†1409), veuve elle épousa en 1414 le duc Othon de Brunswick-Osterode (†1452)
- Marguerite de Nassau-Weilbourg (1427), en 1393 elle épousa le comte palatin de Veldenz Frédéric III (†1444).

## Biographie
Jean Ier de Nassau-Weilbourg fut le fondateur de la septième branche de la Maison de Nassau. Cette lignée de Nassau-Weilbourg est issue de la première branche de la Maison de Nassau. Cette lignée de Nassau-Weilbourg appartient à la tige valmérienne qui donna plus tard les grands-ducs du Luxembourg.
La Nassau-Weilbourg régna sur ce duché du même nom de 1344 à 1816. Les souverains de cette Maison ont régné sur le duché de Nassau-Weilbourg jusqu'en 1866. En 1890, ils régnèrent sur le duché de Luxembourg.
La lignée masculine de Nassau-Weilbourg s'éteignit en 1985 avec la grande-duchesse Charlotte de Luxembourg, malgré tout la famille grand-ducale conserva le nom officiel de Nassau-Weilbourg malgré leur appartenance à la Maison de Bourbon-Parme.
Jean Ier de Nassau-Weilbourg est l'ancêtre de l'actuel grand-duc Henri Ier de Luxembourg.